# Leopold Wolf (Chemiker)

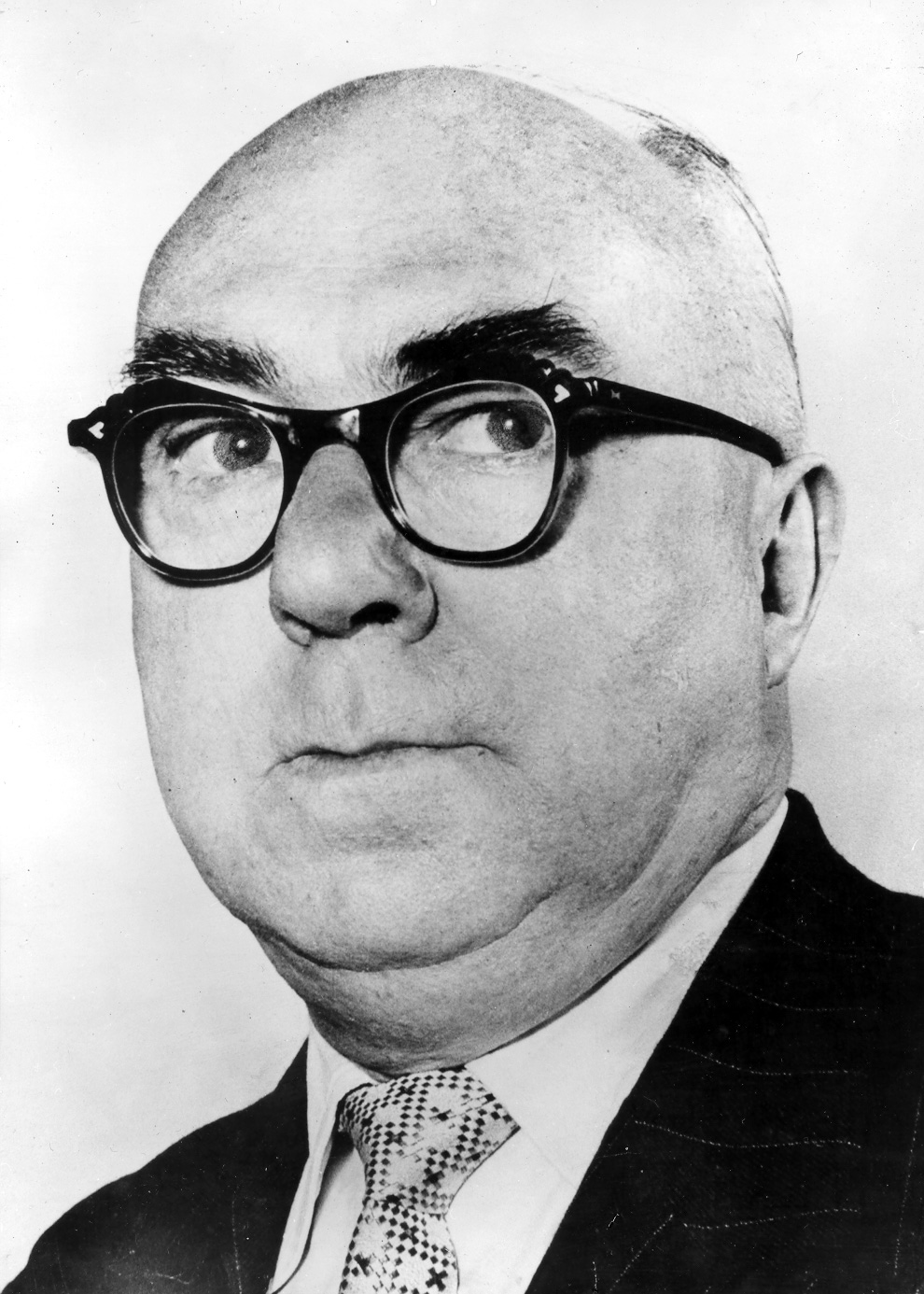
Leopold Wolf (1959)

Leopold Wolf (* 23. November 1896 in Niederlungwitz; † 6. November 1974 in Leipzig) war ein deutscher Chemiker und Professor für Anorganische Chemie an der Universität Leipzig.

## Leben
Leopold Wolf wurde im westsächsischen Niederlungwitz als Sohn des Färbermeisters Oswald Hugo Wolf geboren. Der Beruf seines Vaters hatte nachhaltigen Einfluss auf das Interesse des jungen Leopold Wolf an den Naturwissenschaften, speziell der Chemie. Es ist überliefert, dass Wolfs Schülerexperiment mit Diazoniumverbindungen – Vorstufen für Azofarbstoffe – zu einer unerwarteten Detonation führte. Daraufhin riet ihm der Vater, sich nicht der organischen Chemie zuzuwenden.
Als Schüler des Realgymnasiums in Glauchau legte Wolf 1915 die Reifeprüfung ab. Der Ausbruch des Ersten Weltkrieges verhinderte die unmittelbare Aufnahme eines Studiums. Stattdessen war Wolf von 1915 bis 1918 als Unteroffizier in die Kampfhandlungen verwickelt. Erst 1920 kehrte er nach französischer Kriegsgefangenschaft heim. Im gleichen Jahr begann er sein Studium der Chemie an der Universität Leipzig, ging dann nach München (Vorlesungen bei Richard Willstätter, Otto Hönigschmidt, Wilhelm Prandtl und Arnold Sommerfeld), kehrte jedoch bald ins vertraute Leipzig (Vorlesungen bei Carl Paal, Max Le Blanc und Otto Heinrich Wiener) zurück. Seine Doktorarbeit (Themen: „Die Natur der Salpetersäure“ und „Beiträge zur Esterverseifung“) fertigte er bis 1925 im Arbeitskreis von Arthur Hantzsch an der Universität Leipzig an. Am 25. Juni 1925 wurde er zum Dr. phil. promoviert. Wolf blieb als Assistent bei Arthur Hantzsch. Offenbar bedingt durch die Emeritierung von Hantzsch im Jahre 1927 wechselte Wolf 1930 in die Abteilung für Chemische Technologie (Leiter: Berthold Rassow) des Leipziger Chemischen Laboratoriums. Dort beschäftigte er sich mit angewandter Elektrochemie. 1935/1936 übernahm Wolf nebenamtlich vertretungsweise den Vorstand der Anorganischen Abteilung des Chemischen Laboratoriums der Staatlichen Hochschule Köthen/Anhalt und hielt dort Vorlesungen zur anorganischen sowie Kolloid- und Elektrochemie. Die Habilitation erfolgte 1937 an der Universität Leipzig mit „Beiträgen zur elektrolytischen Abscheidung von Chrom aus Chromsäurelösungen“ und „Über die Passivität des Eisens, Kobalts und Nickels.“ Am 5. Februar 1938 wurde er zum Dozenten und im Januar 1945 zum a. o. Professor für Chemie an der Universität Leipzig ernannt. Wolf stand der nationalsozialistischen Ideologie instinktiv ablehnend gegenüber.
Die Kriegsverwüstungen machten ein wissenschaftliches Arbeiten nach dem Ende des Zweiten Weltkrieges zunächst unmöglich. Die amerikanische Militärregierung verschleppte Leopold Wolf im Juni 1945 gegen seinen Willen über St. Goarshausen/Rheinland und Rettersheim in den Kreis Usingen (Hessen). Wolf konnte fliehen und kehrte am 2. Oktober 1945 nach Leipzig zurück. Es oblag den wenigen zurückgebliebenen Professoren – darunter Wolf – Lehre und Forschung an der Universität Leipzig neu zu beleben. Im Oktober 1946 wurde er Leiter des Chemischen Laboratoriums der Universität Leipzig. In Würdigung seiner dabei erworbenen Verdienste wurde Wolf 1948 zum Professor mit vollem Lehrauftrag für Chemische Technologie ernannt und mit der Gründung des Instituts für Anorganische Chemie an der Universität Leipzig wurde er zum Direktor dieses Instituts und am 1. Januar 1951 zum Ordentlichen Professor für Anorganische Chemie berufen. Er übernahm zeitgleich die Leitung der Fachrichtung Chemie. Die Emeritierung erfolgte 1961.
25 akademische Schüler von Leopold Wolf wirkten als Professoren an verschiedenen Hochschul- und Akademieeinrichtungen, darunter Ehrenfried Butter, Heinz Holzapfel, Eberhard Hoyer, Horst Hennig, Gerhard Werner (Karl-Marx-Universität Leipzig), Erhard Uhlemann (Pädagogische Hochschule Potsdam), Eva-Maria Kirmse Rudolf Hering (Pädagogische Hochschule Güstrow), Egon Uhlig, Ernst-Gottfried Jäger (Friedrich-Schiller-Universität Jena), Günter Schott, Hans Berge (Universität Rostock), Klaus Wetzel (Akademie der Wissenschaften der DDR), Hartmut Bärnighausen (Universität Karlsruhe), Kurt Dehnicke (Philipps-Universität Marburg), Lothar Beyer (HTWK Leipzig, Universität Leipzig), Hartmut Franz (Universität Witten-Herdecke), Hermann Scheler (TH Dresden), Klaus Wehner (Elektrochemisches Kombinat Bitterfeld), Gottfried Kempe (TH Leuna-Merseburg), Günther Kretzschmann (IHS Zittau), Christof Tröltzsch (Universität Greifswald), Wolfgang Matzel (Akademie der Landwirtschaftswissenschaften der DDR, Leipzig), Tang Min Yü (Lanzhou University, China).
In erster Ehe war Wolf mit Meta Wolf (geb. Heinke, † 1952) und seit 1956 in zweiter Ehe mit Charlotte Wolf (geb. Grunert) verheiratet.

## Forschungsgebiete
Wolf kann als Vater der Seltenen-Erd-Forschung in Deutschland bezeichnet werden. Er gilt als Begründer der ersten industriellen Seltenen Erd-Trennung mittels Ionenaustausch-Chromatographie, zumindest in Deutschland. Sein akademischer Schüler, Herfried Richter, hat dann in den Stickstoffwerken Piesteritz die industrielle Seltenen Erd-Trennung erfolgreich weiterentwickelt.
Angeregt durch die Forschungsresultate über Seltene Erden widmete sich Wolf auch der Komplexchemie in Lösungen und besonders den Komplexen von β-Diketonen und ähnlichen Liganden.

## Veröffentlichungen und Patente
Aus der Forschungstätigkeit von Leopold Wolf resultieren über 50 Publikationen in Fachzeitschriften sowie 15 Patente. Ein Schriftenverzeichnis haben Eberhard Hoyer und Horst Hennig zusammengestellt.

## Ehrungen
- Preis der Stadt Leipzig (1950)
- Mitglied des wissenschaftlichen Rates der DDR für die Anwendung der Kernenergie für friedliche Zwecke (seit 1955)
- Nationalpreis der DDR (1957)
- Korrespondierendes Mitglied der Deutschen Akademie der Wissenschaften zu Berlin (seit 1959)
- Ordentliches Mitglied der Sächsischen Akademie der Wissenschaften zu Leipzig (seit 1960)
- Mitglied des Arbeitskreises „Säuren, Basen, Salze“ des Forschungsrates der DDR (seit 1960)
- Vorsitzender der Arbeitsgruppe „Seltene Erden“ (seit 1960)
- Vaterländischer Verdienstorden der DDR in Silber (1961)
- Ehrenmitglied der Chemischen Gesellschaft der DDR (seit 1966)